# Никола Чакалов
Никола Атанасов Чакалов е бивш кмет на Русе.

## Биографични данни
Роден е на 30 октомври 1900 г. въе Велико Търново. След това семейството му се установява в Русе. През 1918 г. постъпва на работа в жп депо като огняр, а по-късно става и локомотивен машинист. След 9 септември 1944 г. е носител на трудови отличия и активно участва в обществените изяви в града. През 1949 г. е избран за общински съветник. Избран е за председател на Градския народен съвет (ГНС) с пряката намеса на първия секретар на партията за града Фанко Титоренков, благодарение на факта, че е работник-комунист. Н. Чакалов се ползва с голямо уважение и авторитет в града, но се усеща липсата на опит и умение за тази отговорна работа. Това го притеснява и той разчита на заместниците си и специалистите в общината.
Големи неприятности създава приложението на Закона за отчуждаването на едрата градска собственост, макар че той няма вина за този произвол, наложен от централната власт. В стопанската дейност се доверява на най-добрия си помощник – Генчо Алексиев, зам.-председател на ГНС. Въпреки оскъдните средства, продължава благоустрояването на крайните квартали на града и главно разширяване на електро- и водопроводната мрежа. С помощта на държавата се довършва изграждането на училище „Иван Вазов“, започва строителството на ново училище „Христо Ботев“ (по-късно „Дом, майка и дете“) и нова градска болница. През този период се поставя началото на преустройството на Църковния салон („Славянска култура“) за сграда на операта. Започват и подготвителните работи за изграждането на Дунав мост.
Като човек от работническата класа Чакалов е най-чувствителен към социалните проблеми на града. Старае се да помогне на бедните и безработните, но възможностите на общината са ограничени. Големи трудности има в снабдяването на населението и преодоляването на острата жилищна криза. Все пак, по настояване на кмета за решаване на социално-битови и здравни проблеми общината отделя 31,7 % от своя бюджет.
В края на мандата на Н. Чакалов, Русе има нов партиен лидер – Пенчо Кубадински. Кметът се притеснява от присъствието му и още по-старателно върши работата си. Не успява да преодолее липсата на опит, не оценява по важност проблемите на града. Напуска поста неудовлетворен, че не е успял да направи повече за Русе.